# ヴィトルト・ウルバノヴィチ
ヴィトルト・ウルバノヴィチ（Witold Urbanowicz, 1908年3月30日 - 1996年8月17日）は、第二次世界大戦のポーランド人エース・パイロットである。

## 人物
ウルバノヴィチはポーランド北東部（当時ドイツ帝国領）アウグストゥフ近くの村オルシャンカで生まれた。1930年にはデンブリン(Dęblin)のポーランド空軍士官候補生学校に入校し、1932年には観測兵少尉として任官し、第1飛行連隊夜間爆撃中隊に配属された。その後彼は高等飛行訓練を志願して、1933年に卒業した。1930年代には第113および第111戦闘機中隊に勤務した。1936年8月にはPZL P.11a戦闘機で出撃して、ポーランドの空域に侵入したソ連のR-5偵察機を撃墜している。この撃墜は越権行為だったため、ウルバノヴィチは公式には上官より懲戒処分を受けたが、非公式には祝いの言葉を掛けられた。一応「懲罰措置」として、彼はデンブリンで教官として転属させられた。そこで彼は「コブラ(Kobra)」というあだ名を付けられた。
1939年のナチス・ドイツによるポーランド侵攻のときは間に合わせに教官だけで編成されたウレズ(Ulez)・グループという飛行隊に所属した。隊員は旧式のPZL P.7a戦闘機で作戦参加し、デンブリンとウレズの間の空域を担当した。幾度か敵機に遭遇したことがあったが、ドイツの爆撃機よりも足の遅い戦闘機では1機もを撃墜することはできなかった。9月8日に空軍士官候補生学校はウレズとデンブリンの空域から撤退した。ウルバノヴィチ第14期クラスの生徒監で、自分の生徒全員を引き連れて当時中立国だったルーマニアへ脱出することを命ぜられた。ルーマニアでイギリスとフランスから送られてくるはずの飛行機を待つことになっていたが、それは単なる誤報だった。ウルバノヴィチ自身はポーランドに戻り、戦争に参加し続けた。しかしソ連がポーランド侵攻した後、彼はソ連軍の非正規部隊に捕らえられてしまった。捕らえられたその日のうちに彼は自分の生徒2人と共に脱走に成功し、再びルーマニア国境を越えて最終的にフランスのマルセイユに辿り着いた。フランスでは新しいポーランド軍が編成されつつあった。
フランスでウルバノヴィチは他のポーランド人パイロットと共にイギリス空軍への参加を勧められた。そこでイギリスへ渡って訓練を受け、イギリス空軍第601戦闘機中隊へ、すぐに第145戦闘機中隊へ配属されて1940年8月4日よりバトル・オブ・ブリテンに参加した。初の敵機撃墜記録は8月8日、ドイツ軍メッサーシュミットBf109戦闘機だった。8月12日にはユンカースJu 88急降下爆撃機を撃墜した。
8月21日にはA 戦闘機小隊長としてホーカー ハリケーン戦闘機を擁する第303戦闘機中隊に転属した。9月6日には再び1機のBf109を撃墜した。9月7日には重い火傷を負ったズジスワフ・クラスノデンブスキ前戦闘機中隊長に代わって部隊の指揮を任されることとなった。戦闘機中隊長としての彼は撃墜記録を次々と更新した。9月26日には2機のJu88、各1機のBf109とBf110の合計4機撃墜を公認された。その3日後さらに3機のBf109と1機のDo 17の4機を撃墜した。戦闘機乗りとしての腕は超一流だったが、その是々非々でものを言う彼の性格からウルバノヴィチはポーランド軍司令部と確執を起こしていた。10月21日に彼はズジスワフ・ヘンネンベルクに戦闘機中隊長の役職を引き継がなければならなかった。結局バトル・オブ・ブリテンにおいては15機撃墜が公認され、不確実ながらその他1機を撃墜した。これはポーランド人エース・パイロットとしてはトップであり、バトル・オブ・ブリテンの連合軍では十指に入る成績である。
1941年の4月15日から6月1日までの間ノーソルト航空団(1st polish Fighter Wing,第1ポーランド航空団)を指揮したあと、ウルバノヴィチは実戦勤務から離れて事務方となった。1941年6月、彼はアメリカに渡った。アメリカではイギリスにおけるポーランド空軍の宣伝旅行をし、ヨーロッパにおける戦闘機戦術について各地で講演した。その後ポーランド大使館付空軍武官補佐官(2nd Air Attache)に任ぜられたが、外交官としての仕事は彼の性格に合わなかったようである。
1943年にウルバノヴィチはアメリカ陸軍航空軍(USAAF)のクレア・シェンノート将軍に紹介され、そこで中国での戦いに参加したいと申し入れた。そこで10月23日にアメリカ人義勇兵グループであるフライング・タイガースに加わることができた。はじめは呈貢の第16戦闘中隊次に昆明の第74戦闘中隊で、それから衡陽の第75戦闘中隊に移った。彼は主にカーティスP-40ウォーホークに搭乗したとされるが、短い期間しか居なかったので個人用の専用機を割り当てられず、出撃ごとに違う飛行機に乗っていた。12月11日、ウルバノヴィチは6機の二式単座戦闘機(鍾馗)と遭遇し、一挙に2機を撃墜した。ウルバノヴィチの報告書によると彼は中国で数機の敵軍機を撃墜し、さらに地上にあった数機を破壊したことになっているが、公認記録は残っていない。中国での飛行時間は総計26時間(34時間という資料もある)、出撃回数は12回だった。ポーランドはドイツと交戦していたため日本に対しても戦争状態にあったが、ヴィトルト・ウルバノヴィチは日本軍と実際に戦った唯一のポーランド人であった。
中国で2ヵ月を過ごしたあと、1943年12月に彼はイギリスに渡り、再びワシントンに戻って大使館付空軍武官として働いた。多くのポーランド人の戦友とは異なり、終戦となっても軍の任務を解かれず、代わりに1945年7月をもって永久休暇の扱いとなった。1946年、彼はポーランドに帰った。共産主義者たちの政権はポーランド国家の「正常化」を宣伝するために戦中の英雄たちを懸命に呼び戻していた。ポーランドにやっと帰ってきたウルバノヴィチは内務省保安部Służba Bezpieczeństwa(略称SB)にスパイの嫌疑を掛けられて逮捕されてしまった。これは何らかの誤認逮捕だったらしく、留置所で1日を過ごしたあと何事もなく釈放されたが、その経験で彼は共産主義のポーランドにすっかり嫌気がさし、アメリカに戻ってしまった。彼はニューヨークに暮らし、航空会社のアメリカン航空とイースタン航空、そして航空機メーカーのリパブリックで仕事をして、1973年に引退した。
共産主義政権崩壊後の1991年に彼はポーランドを訪問した。その後何度かポーランドを訪れ、1995年には准将の位を贈られた。1996年5月、戦前に彼が所属していたワルシャワ第1飛行連隊の創立75周年記念式典に招かれ、88歳の老兵は「新生ポーランド」の若い戦闘機乗りたちと親交を温めた。それから3ヵ月後の1996年8月17日、ヴィトルト・ウルバノヴィチはにニューヨークで静かにこの世を去った。
公式記録によればヴィトルト・ウルバノヴィチはポーランド人エース・パイロットのなかで二番目に位置する。イギリス空軍に参加する前の時期を除いて17機の撃墜が公認され、非公認の撃墜が1機となっている。彼にはヴィルトゥティ・ミリターリ(Virtuti Militari)をはじめとした様々な勲章が授与された。また、彼は何冊かの回想録を執筆している。

## ウルバノヴィチを扱った映画作品
『バトル・オブ・ブリテン 史上最大の航空作戦』
2018年のイギリス・ポーランドの戦争映画。原題は『Hurricane』。ウルバノヴィチを演じるのはマルチン・ドロチンスキ。
『スクワッド303 ナチス撃墜大作戦』
2018年のポーランド・イギリスの戦争映画。原題は『Dywizjon 303』。ウルバノヴィチを演じるのはピョートル・アダムチク。